# 桑博恩 (明尼蘇達州)
桑博恩（英語：Sanborn）是一個位於美國明尼蘇達州雷德伍德縣的城市。

## 歷史
桑博恩於1881年成立，1891年11月17日升格為城市，得名自芝加哥和西北運輸公司老闆舍本·桑伯恩（Sherburn Sanborn）。桑博恩的郵局自1880年5月17日起營運至今。

## 人口
根據2020年美國人口普查的數據，桑博恩的面積為5.50平方千米，當中陸地面積為5.37平方千米，而水域面積為0.13平方千米。當地共有人口323人，而人口密度為每平方千米59人。